# Kołpaczek ciemnobrzegi

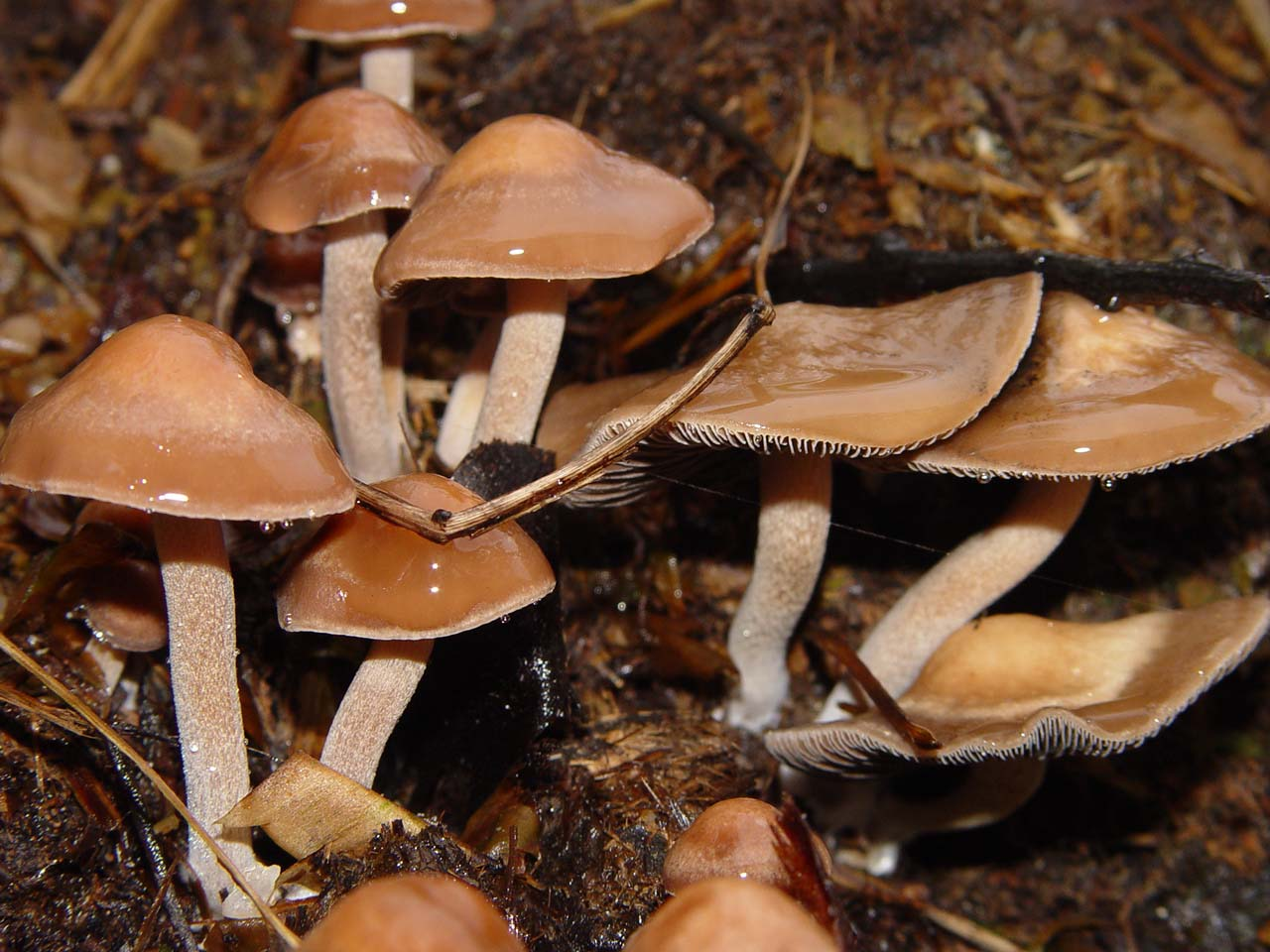

Kołpaczek ciemnobrzegi (Panaeolus subbalteatus (Berk. & Broome) Sacc.) – gatunek grzybów należący do rzędu pieczarkowców (Agaricales).

## Systematyka i nazewnictwo
Pozycja w klasyfikacji według Index Fungorum: Galeropsidaceae, Agaricales, Agaricomycetidae, Agaricomycetes, Agaricomycotina, Basidiomycota, Fungi.
Po raz pierwszy opisali go Miles Joseph Berkeley i Christopher Edmund Broome w 1861 roku, nadając mu nazwę Agaricus subbalteatus. W 1887 r. Pier Andrea Saccardo przeniósł go do rodzaju Panaeoluds. Synonimy:
- Agaricus subbalteatus Berk. & Broome 1861
- Coprinarius subbalteatus (Berk. & Broome) Henn. 1898[2].

W 1983 r. Barbara Gumińska i Władysław Wojewoda podali polską nazwę kołpaczek pośredni, w 2003 r. Władysław Wojewoda zarekomendował nazwę kołpaczek ciemnobrzegi.

## Morfologia
Kołpaczek ciemnobrzegi od innych kołpaczków odróżnia się tendencją do wzrostu w małych gronach, krępym owocnikiem i wypukłym kapeluszem, który w okresie dojrzałości wyprostowuje się i staje się płaski. Brzeg ciemniejszy w postaci trwałego pasa. Blaszki cętkowane, Zarodniki duże, gładkie, czarne.

## Występowanie i siedlisko
Podano występowanie kołpaczka ciemnobrzegiego w Ameryce Północnej, Środkowej i Południowej, w Europie i na Nowej Zelandii. W piśmiennictwie naukowym na terenie Polski do 2003 r. podano 4 stanowiska, w późniejszych latach podano kilka następnych. Według W. Wojewody częstość jego występowania i stopień zagrożenia nie są znane. Aktualne stanowiska podaje internetowy atlas grzybów. Znajduje się w nim na liście gatunków zagrożonych i wartych objęcia ochroną.
Grzyb naziemny, saprotrof występujący wśród traw na polanach, na obrzeżach lasów, polach uprawnych, w parkach i ogrodach, głównie ziemi bogatej w odchody (często koni).

## Znaczenie
Grzyb psychoaktywny, zawierający halucynogenną psylocybinę.